# Saulces-Champenoises
Pour les articles homonymes, voir Saulces (homonymie).
Saulces-Champenoises est une commune française, située dans le département des Ardennes en région Grand Est.

## Géographie
| Mont-Laurent   | Givry                |                |
|                | Saulces-Champenoises | Vaux-Champagne |
| Ménil-Annelles | Pauvres              |                |

### Hydrographie
La commune est dans la région hydrographique « la Seine du confluent de l'Oise (inclus) à l'embouchure » au sein du bassin Seine-Normandie. Elle est drainée par le ruisseau de Saulces Champenoises, le ruisseau de Nuivant, le cours d'eau 01 des Fortes Terres, le ruisseau du Vivier, le Fossé 04 de la commune de Saulces-Champenoises et divers autres petits cours d'eau,.

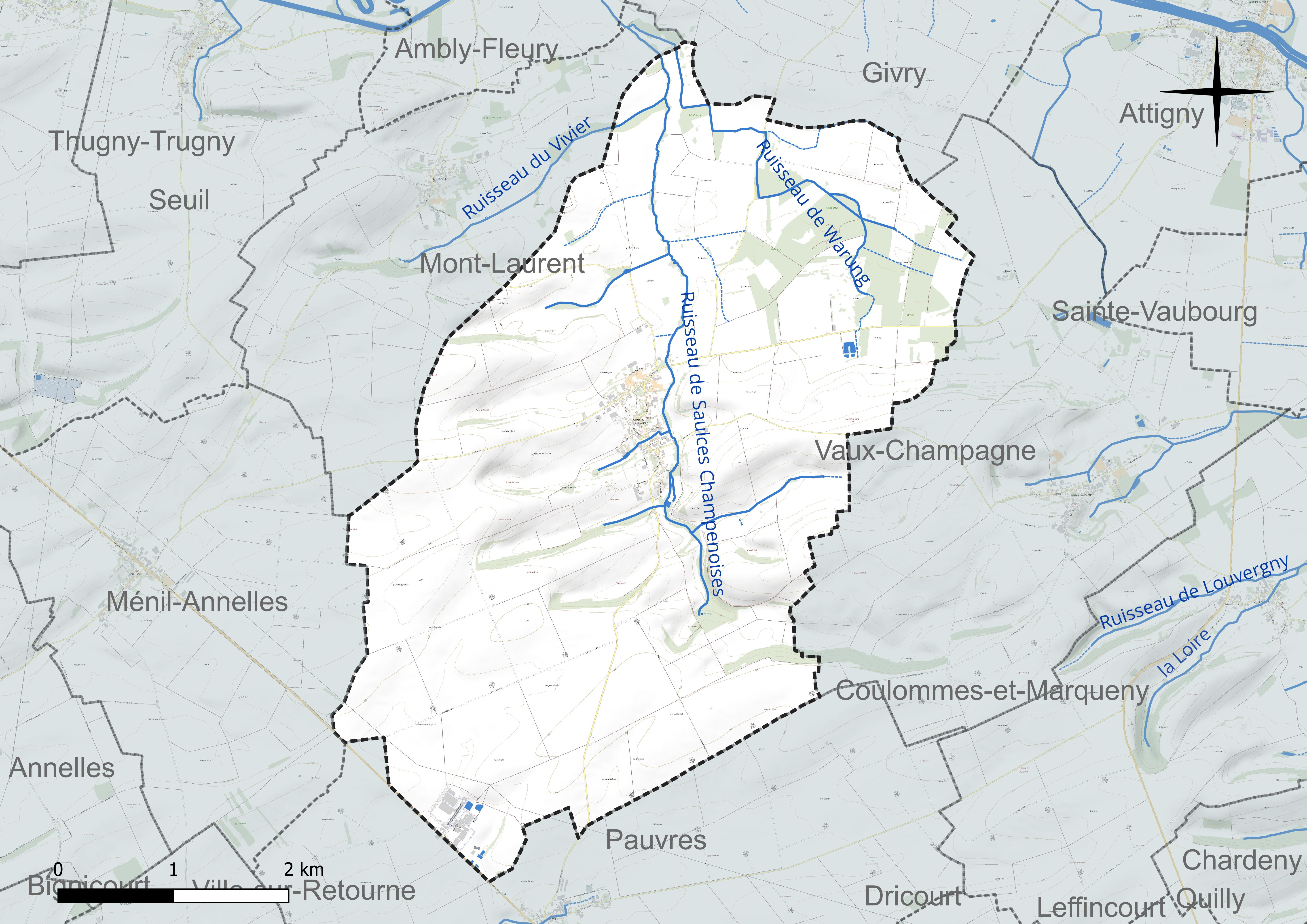
Réseau hydrographique de Saulces-Champenoises.

### Climat
Pour des articles plus généraux, voir Climat du Grand Est et Climat des Ardennes.
En 2010, le climat de la commune est de type climat des marges montargnardes, selon une étude du Centre national de la recherche scientifique s'appuyant sur une série de données couvrant la période 1971-2000. En 2020, Météo-France publie une typologie des climats de la France métropolitaine dans laquelle la commune est exposée à un climat océanique altéré et est dans la région climatique  Nord-est du bassin Parisien, caractérisée par un ensoleillement médiocre, une pluviométrie moyenne régulièrement répartie au cours de l’année et un hiver froid (3 °C). 
Pour la période 1971-2000, la température annuelle moyenne est de 10,4 °C, avec une amplitude thermique annuelle de 15,6 °C. Le cumul annuel moyen de précipitations est de 789 mm, avec 12,6 jours de précipitations en janvier et 8,6 jours en juillet. Pour la période 1991-2020, la température moyenne annuelle observée sur la station météorologique installée sur la commune est de 11,0 °C et le cumul annuel moyen de précipitations est de 691,6 mm. 
La température maximale relevée sur cette station est de 41,1 °C, atteinte le 25 juillet 2019 ; la température minimale est de −13,9 °C, atteinte le 7 février 2012,,. 
| Mois                                  | jan.           | fév.           | mars          | avril         | mai           | juin          | jui.          | août          | sep.          | oct.          | nov.          | déc.           | année      |
| ------------------------------------- | -------------- | -------------- | ------------- | ------------- | ------------- | ------------- | ------------- | ------------- | ------------- | ------------- | ------------- | -------------- | ---------- |
| Température minimale moyenne (°C)     | 0,7            | 0,7            | 2,4           | 5,3           | 8,3           | 11,6          | 13,4          | 13,2          | 10,5          | 8             | 4,2           | 1,4            | 6,6        |
| Température moyenne (°C)              | 3,2            | 3,8            | 6,8           | 10,8          | 13,8          | 17,2          | 19,5          | 18,8          | 15,8          | 11,8          | 6,9           | 3,8            | 11         |
| Température maximale moyenne (°C)     | 5,7            | 6,9            | 11,2          | 16,2          | 19,3          | 22,9          | 25,6          | 24,4          | 21            | 15,7          | 9,7           | 6,2            | 15,4       |
| Record de froid (°C) date du record   | −13,8 07.01.09 | −13,9 07.02.12 | −12 13.03.13  | −4,6 06.04.21 | −1,2 06.05.19 | 2,3 05.06.12  | 5,2 31.07.15  | 4,3 11.08.16  | 1,3 30.09.22  | −3 26.10.10   | −6,1 30.11.20 | −13,1 20.12.09 | −13,9 2012 |
| Record de chaleur (°C) date du record | 14,2 09.01.15  | 19,4 27.02.19  | 24,2 31.03.21 | 28 25.04.07   | 32,3 28.05.17 | 35,1 22.06.17 | 41,1 25.07.19 | 36,9 19.08.12 | 33,3 16.09.20 | 27,1 02.10.11 | 20,5 02.11.20 | 15,9 31.12.22  | 41,1 2019  |
| Précipitations (mm)                   | 54,9           | 50             | 49,9          | 38,3          | 69,9          | 63,1          | 65,1          | 71,3          | 45,2          | 59,2          | 54            | 70,7           | 691,6      |

| Diagramme climatique                                  |          |             |             |             |              |              |              |            |           |          |            |
| J                                                     | F        | M           | A           | M           | J            | J            | A            | S          | O         | N        | D          |
| 5,70,754,9                                            | 6,90,750 | 11,22,449,9 | 16,25,338,3 | 19,38,369,9 | 22,911,663,1 | 25,613,465,1 | 24,413,271,3 | 2110,545,2 | 15,7859,2 | 9,74,254 | 6,21,470,7 |
| Moyennes : • Temp. maxi et mini °C • Précipitation mm |          |             |             |             |              |              |              |            |           |          |            |

Les paramètres climatiques de la commune ont été estimés pour le milieu du siècle (2041-2070) selon différents scénarios d'émission de gaz à effet de serre à partir des nouvelles projections climatiques de référence DRIAS-2020. Ils sont consultables sur un site dédié publié par Météo-France en novembre 2022.

## Urbanisme

### Typologie
Au 1er janvier 2024, Saulces-Champenoises est catégorisée commune rurale à habitat dispersé, selon la nouvelle grille communale de densité à 7 niveaux définie par l'Insee en 2022.
Elle est située hors unité urbaine et hors attraction des villes,.

### Occupation des sols
L'occupation des sols de la commune, telle qu'elle ressort de la base de données européenne d’occupation biophysique des sols Corine Land Cover (CLC), est marquée par l'importance des territoires agricoles (92,4 % en 2018), une proportion identique à celle de 1990 (92,4 %). La répartition détaillée en 2018 est la suivante : 
terres arables (80,9 %), prairies (9,5 %), forêts (4,6 %), zones urbanisées (2 %), zones agricoles hétérogènes (2 %), zones industrielles ou commerciales et réseaux de communication (1 %). L'évolution de l’occupation des sols de la commune et de ses infrastructures peut être observée sur les différentes représentations cartographiques du territoire : la carte de Cassini (XVIIIe siècle), la carte d'état-major (1820-1866) et les cartes ou photos aériennes de l'IGN pour la période actuelle (1950 à aujourd'hui).

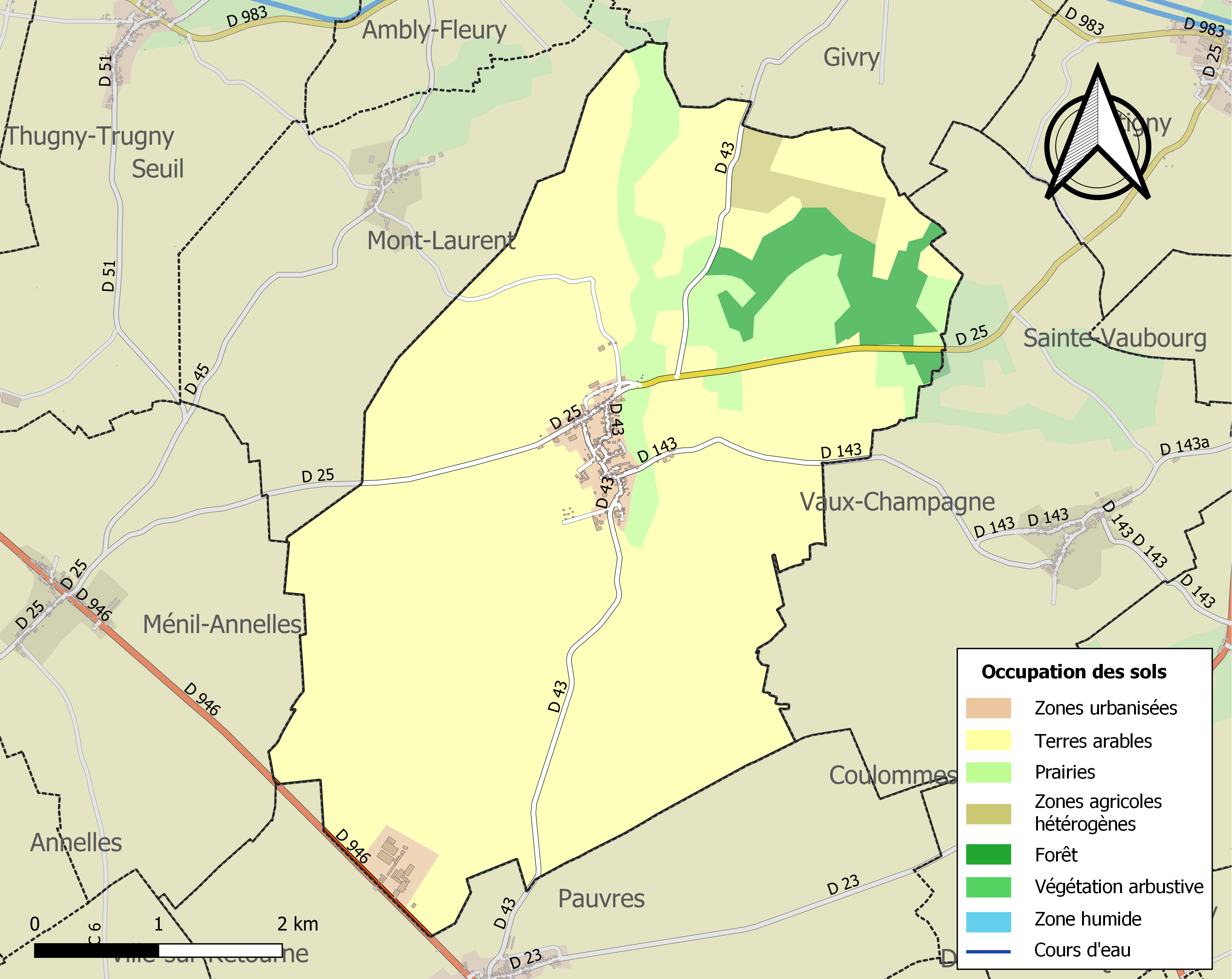
Carte des infrastructures et de l'occupation des sols de la commune en 2018 (CLC).

## Toponymie
Le nom de la localité est attesté sous les formes Saltia villa en 888-98, à lire *Salcia ; Sauce en Champaigne en 1243. 
Issu d'un indo-européen sal, de salico en celte, sălix en latin, d’où est venu l’ancien français saulz, et salha en francique. Il est malaisé de déterminer lequel de ces mots est précisément à l’origine du toponyme, même si le francique semble avoir supplanté les deux autres.
Champenoise est bien entendu une désignation géographique. La Champagne-Ardenne est une ancienne région administrative du Nord-Est de la France (1956-1982), elle a fusionné le 1er janvier 2016 avec l'Alsace et la Lorraine pour former la nouvelle région Grand Est.

## Politique et administration
| Période                                  | Période                   | Identité                                      | Étiquette | Qualité           |
| ---------------------------------------- | ------------------------- | --------------------------------------------- | --------- | ----------------- |
|                                          | 1875                      | Massigas                                      |           |                   |
| 1876                                     |                           | Denière                                       |           |                   |
| avant 1995                               | 2001                      | Bernard Tassin                                | DVD       |                   |
| mars 2001                                | mars 2014                 | Bernard Letinois                              |           |                   |
| mars 2014                                | En cours (au 23 mai 2020) | Michaël Masset Réélu pour le mandat 2020-2026 |           | Chef d'entreprise |
| Les données manquantes sont à compléter. |                           |                                               |           |                   |

## Démographie
L'évolution du nombre d'habitants est connue à travers les recensements de la population effectués dans la commune depuis 1793. Pour les communes de moins de 10 000 habitants, une enquête de recensement portant sur toute la population est réalisée tous les cinq ans, les populations de référence des années intermédiaires étant quant à elles estimées par interpolation ou extrapolation. Pour la commune, le premier recensement exhaustif entrant dans le cadre du nouveau dispositif a été réalisé en 2005.

En 2022, la commune comptait 221 habitants, en évolution de −7,14 % par rapport à 2016 (Ardennes : −2,97 %, France hors Mayotte : +2,11 %).
| 1793 | 1800 | 1806 | 1821 | 1831 | 1836 | 1841 | 1846 | 1851 |
| ---- | ---- | ---- | ---- | ---- | ---- | ---- | ---- | ---- |
| 588  | 616  | 605  | 581  | 630  | 666  | 650  | 647  | 671  |

| 1866 | 1872 | 1876 | 1881 | 1886 | 1891 | 1896 | 1901 | 1906 |
| ---- | ---- | ---- | ---- | ---- | ---- | ---- | ---- | ---- |
| 632  | 597  | 563  | 525  | 519  | 505  | 450  | 436  | 429  |

| 1911 | 1921 | 1926 | 1931 | 1936 | 1946 | 1954 | 1962 | 1968 |
| ---- | ---- | ---- | ---- | ---- | ---- | ---- | ---- | ---- |
| 381  | 309  | 318  | 310  | 312  | 275  | 311  | 286  | 255  |

| 1975 | 1982 | 1990 | 1999 | 2005 | 2006 | 2010 | 2015 | 2020 |
| ---- | ---- | ---- | ---- | ---- | ---- | ---- | ---- | ---- |
| 240  | 238  | 230  | 196  | 182  | 182  | 206  | 232  | 225  |

| 2022 | - | - | - | - | - | - | - | - |
| ---- | - | - | - | - | - | - | - | - |
| 221  | - | - | - | - | - | - | - | - |

## Lieux et monuments
- Église Saint-Crépin-Saint-Crépinien de Saulces-Champenoises

## Personnalités liées à la commune
- Nicolas-Marie Leroy, homme politique né le 13 juin 1760 à Saulces-Champenoises (Ardennes) et décédé le 31 août 1832 à Reims (Marne).